# Zócalo/Tenochtitlan (estación)
Zócalo/Tenochtitlan es una de las estaciones que forman parte del Metro de la Ciudad de México, perteneciente a la Línea 2. Se ubica en el centro de la Ciudad de México, en la alcaldía Cuauhtémoc.

## Información general
Se encuentra en la Plaza de la Constitución, también conocida como el Zócalo, la principal plaza de la ciudad y del país. El nombre Zócalo proviene de que en 1843 Antonio López de Santa Anna ordenó un concurso para realizar un monumento conmemorativo de la Indepencencia de México, resultando ganador Lorenzo de la Hidalga. Desafortunadamente por problemas económicos el proyecto no pudo completarse, quedando únicamente edificado el basamento o zócalo del monumento, permaneciendo mucho tiempo en la plaza. El isotipo representa la silueta del Escudo Nacional de México.
Para guardar la estética colonial de su entorno, la estación Zócalo/Tenochtitlan es la única que no cuenta con señalamientos elevados en sus entradas.
El 13 de agosto de 2020 se le agregó el nombre Tenochtitlan para conmemorar los 500 años de la caída de México-Tenochtitlan.

### Patrimonio

#### Maquetas
Cuenta con una serie de maquetas que recrean el entorno de la Plaza de la Constitución (Plaza de Armas) en tres distintos periodos de la historia de la Ciudad: prehispánico (Centro Ceremonial de México-Tenochtitlan, época novohispana, y principios del siglo XX.)

#### Hallazgos arqueológicos
Al ser la estación más cercana al principal centro ceremonial de los mexicas, durante las excavaciones de esta línea realizadas a partir de 1969, fueron halladas un gran número de piezas arqueológicas como un adoratorio con talud, tablero y atrio, el cual fue desmontado de su emplazamiento original, trasladado y reconstruido a la Sala Mexica del Museo Nacional de Antropología de México.

#### Imágenes
A diferencia del resto de las estaciones, en esta, los espacios designados para la colocación de publicidad se encuentran ocupados por una serie de mapas, fotografías y litografías históricas de la Plaza de la Constitución.

### Afluencia
La siguiente tabla muestra la afluencia de la estación en los últimos 10 años:
| Afluencia Anual de Pasajeros | Afluencia Anual de Pasajeros | Afluencia Anual de Pasajeros | Afluencia Anual de Pasajeros | Afluencia Anual de Pasajeros | Afluencia Anual de Pasajeros |
| ---------------------------- | ---------------------------- | ---------------------------- | ---------------------------- | ---------------------------- | ---------------------------- |
| Año                          | Afluencia                    | A Diario                     | Ranking                      | Incremento                   | Ref.                         |
| 2024                         | -                            | -                            | -                            | -                            |                              |
| 2023                         | 15,940,778                   | 43,673                       | 10°/187                      | +15.71%                      | [ 2 ]                        |
| 2022                         | 13,776,200                   | 37,743                       | 12°/175                      | +115.58%                     | [ 3 ]                        |
| 2021                         | 6,390,406                    | 17,507                       | 31°/195                      | -10.73%                      | [ 4 ]                        |
| 2020                         | 7,158,490                    | 61,724                       | 30°/195                      | -72.61%                      | [ 5 ]                        |
| 2019                         | 26,138,960                   | 71,613                       | 10°/195                      | -1.07%                       | [ 6 ]                        |
| 2018                         | 26,421,132                   | 72,386                       | 10°/195                      | +3.01%                       | [ 7 ]                        |
| 2017                         | 25,648,342                   | 70,269                       | 10°/195                      | -3.86%                       | [ 8 ]                        |
| 2016                         | 26,678,428                   | 72,891                       | 10°/195                      | +1.71%                       | [ 9 ]                        |
| 2015                         | 26,229,616                   | 71,861                       | 10°/195                      | -0.66%                       | [ 10 ]                       |

## Conectividad
La estación Zócalo/Tenochtitlan está conectada con la siguiente estación, Pino Suárez, por el Pasaje Zócalo/Tenochtitlán - Pino Suárez, un andador peatonal donde hay exposiciones artísticas, librerías, cafeterías y un minicinema. 

### Salidas
- Oriente: Avenida José María Pino Suárez a un lado del Palacio Nacional, Colonia Centro.
- Poniente: Plaza de la Constitución, Colonia Centro.
- Suroriente: Avenida José María Pino Suárez esquina Corregidora (junto al edificio de la Suprema Corte de Justicia), Colonia Centro.
- Surponiente: Avenida José María Pino Suárez casi esquina Venustiano Carranza, Colonia Centro.
- Nororiente: Avenida José María Pino Suárez entre el Palacio Nacional y casi esquina calle Moneda, Colonia Centro.
- Norponiente: Catedral Metropolitana de la Ciudad de México.

## Sitios de interés
- Plaza de la Constitución.
- Palacio Nacional.
- Suprema Corte de Justicia de la Nación
- Catedral Metropolitana de la Ciudad de México.
- Templo Mayor